# Bataille de Rocroi
Guerre de Trente Ans
Batailles
La bataille de Rocroi, qui a lieu le 19 mai 1643 au cours de la guerre de Trente Ans (1618-1648), oppose une armée espagnole (l'armée des Flandres) commandée par Francisco de Melo, gouverneur des Pays-Bas espagnols au nom du roi Philippe IV, et une armée française (l'armée de Picardie) commandée par Louis II de Bourbon-Condé (dit par la suite « le Grand Condé »), alors duc d'Enghien, au service des rois Louis XIII (mort le 14 mai précédent), puis Louis XIV (1638-1715). La bataille s'achève par la victoire de Condé. 
Cette victoire est importante pour le royaume de France dans le conflit qui l'oppose depuis l'avènement de Charles Quint (1520) à la puissante maison de Habsbourg : elle marque en effet la fin de la suprématie des tercios espagnols sur les champs de bataille et le début d'un renversement de l'équilibre des forces en Europe.
Cette bataille est l'épisode final du siège par les Espagnols de la place forte de Rocroi, située dans la vallée de la Meuse, sur la route de Reims à Bruxelles par Rethel et Charleroi (aujourd'hui dans le département des Ardennes, à la frontière franco-belge).

## Contexte

Le royaume de France en 1643 (territoire en blanc).

### La France dans la guerre de Trente Ans
La guerre de Trente Ans déchire l'Europe depuis 1618, opposant au départ l'empereur Matthias Ier aux princes protestants du Saint-Empire. Matthias et ses successeurs Ferdinand II et Ferdinand III, de la branche autrichienne de la maison de Habsbourg, sont soutenus par les Habsbourg d'Espagne. 
Les princes protestants allemands reçoivent le soutien du roi de Suède Gustave II Adolphe, qui est luthérien et des Provinces-Unies, qui sont calvinistes et en guerre contre l'Espagne depuis 1568. 
Mais ils vont aussi bénéficier de l'aide du roi de France Louis XIII et de son ministre le cardinal de Richelieu, qui sont catholiques, mais considèrent les Habsbourg comme leur principal ennemi à l'extérieur. En effet, depuis l'époque de Charles Quint, les Habsbourg d'Espagne encerclent la France entre l'Espagne au sud, les Pays-Bas espagnols au nord et le comté de Bourgogne (future Franche-Comté) à l'est. Plusieurs guerres ont déjà eu lieu, à l'époque des guerres d'Italie, puis durant les guerres de Religion, dans lesquelles Philippe II, fils de Charles Quint, est intervenu dans le royaume de France, notamment en Bretagne.
L'entrée de la France dans la guerre a lieu en 1630, c'est-à-dire peu après que Richelieu a soumis les protestants du royaume par le siège de La Rochelle (1627-1628) et la paix d'Alès (1629).
Richelieu meurt le 4 décembre 1642.

### L'année 1643
Comme l'année précédente, l'armée espagnole stationnée aux Pays-Bas, dite « armée des Flandres », envahit le Nord de la France. Elle met notamment le siège devant la place forte de Rocroi afin d'ouvrir la route vers Paris par la vallée de l'Oise. La garnison est peu nombreuse : 400 à 500 hommes.
Le 17 avril 1643, Louis II de Bourbon-Condé (alors duc d'Enghien, il ne devient prince de Condé qu'en 1646) prend  à Amiens le commandement de l'armée de Picardie, cantonnée dans les vallées de la Somme et de l’Authie, avec 21 régiments de cavalerie autour d’Amiens et de Doullens et 20 régiments d’infanterie entre Abbeville et Montdidier.
L’armée de Champagne, commandée par Roger de Bossost, comte d'Espenan] se trouve entre Chauny et Guise, plus à l'est.
A l'est du royaume, le maréchal de La Meilleraye commande l'armée de Bourgogne, plusieurs milliers d'hommes autour de Langres, surveillant le comté de Bourgogne et le duché de Lorraine.
Le 14 mai 1643, Louis XIII meurt à son tour : son successeur n'a que cinq ans. Comme c'est la coutume, la régence échoit le 18 mai à la mère de Louis XIV, Anne d'Autriche, issue de la maison de Habsbourg. Cet événement important sur le plan politique n'a pas de conséquences en ce qui concerne la bataille en cours de préparation. Par la suite, Anne d'Autriche n'effectuera d'ailleurs aucun revirement en faveur de l'Espagne.

## Préludes à la bataille

### Les officiers supérieurs de l'armée de Picardie
Le duc d'Enghien, âgé de seulement vingt-et-un ans, est entouré par :
- François de L'Hospital, un vieux capitaine aguerri et brave que Louis XIII lui avait donné pour lieutenant général, mais surtout comme guide et conseil[réf. nécessaire] ;
- Jean de Gassion, maréchal de camp de la cavalerie légère ;
- le marquis Henri de La Ferté-Senneterre, général de cavalerie ;
- Pierre de Lestouf de Pradines, baron de Sirot ;
- le chevalier de La Vallière, maréchal de bataille (chef d’état-major) ;
- Henri de Chivré, marquis de la Barre, commandant de l’artillerie ;
- Sébastien Pontault de Beaulieu, contrôleur général.

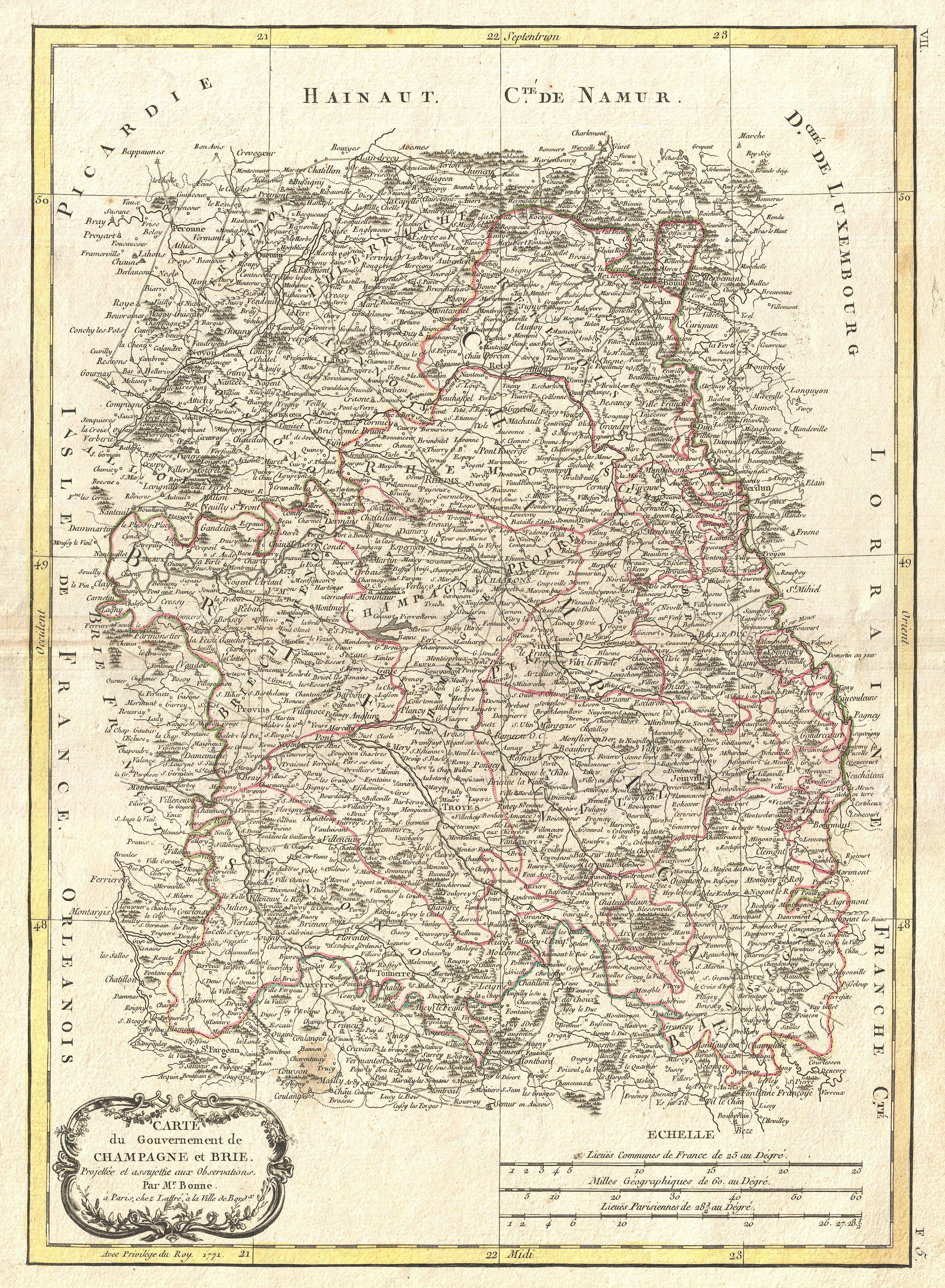
Carte de la Brie et de la Champagne par Rigobert Bonne (1771).

### Marche de l'armée de Picardie vers Rocroi (jusqu'au 17 mai)
S'inspirant de la tactique de cavalerie légère mise au point par Gustave II Adolphe, il envoie en avant Gassion, commandant des chevau-légers. À la tête de 1500 hommes, celui-ci réussit à faire entrer quelques soldats[pas clair] dans Rocroi, puis repart vers l'ouest à la rencontre du duc d'Enghien. 
Pendant ce temps, celui-ci fait avancer son armée, faisant étape à Péronne, Joigny, Guise puis au château de la Cour des Prés situé entre Rumigny et Bossus-lès-Rumigny, à quatre lieues de Rocroi. Le 17 mai, il est informé de la mort de Louis XIII, mais il ne transmet pas la nouvelle à son armée. Gassion le rejoint le même jour.  

### Opérations du 18 mai
Le lendemain, l'armée française s'avance à une lieue (environ 5 kilomètres) du camp ennemi, se déploie dans un champ au sud-ouest de la forteresse de Rocroi et commence les escarmouches. 
Rocroi est située à l'entrée des Ardennes[pas clair], sur un plateau qui, à l'époque, présente l'aspect d'une vaste clairière entourée de bois et de marais. C'est un champ clos auquel on arrive par des défilés faciles à défendre (le champ de bataille va de Rocroi à Sévigny-la-Forêt). Il n'est donc pas facile pour l'armée française d'engager une bataille.
Mais, au lieu de poursuivre le siège en barrant le passage aux Français, Francisco de Melo, se sachant supérieur en nombre, décide d'accepter la bataille. Il laisse donc les Français déboucher dans la plaine de Rocroi et lève le siège pour attendre le choc, laissant un détachement pour bloquer toute sortie des assiégés.
Les Espagnols se placent dans une formation en carrés massifs. Avec 17 000 fantassins, 6 000 cavaliers et 12 canons, ils obligent le duc d'Enghien, qui dispose de troupes légèrement moins nombreuses, à livrer bataille avant l'arrivée d'un renfort de 1 000 cavaliers et 3 000 fantassins.

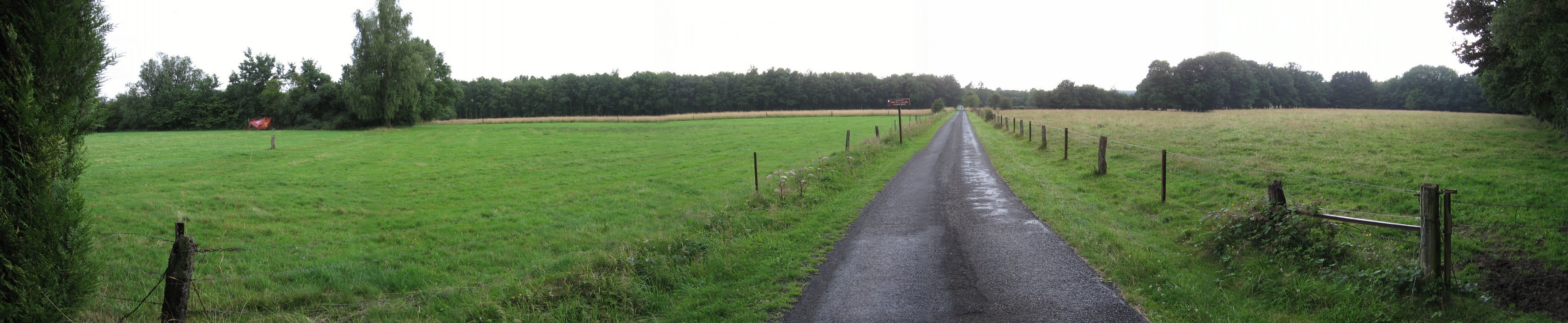
Panorama de l'ancien champ de bataille.

L'artillerie espagnole ouvre le feu. Enghien veut y répondre en attaquant sur-le-champ, mais une fausse manœuvre (erreur ou désir de se mettre en avant) de Henri de La Ferté-Senneterre, écarte l'aile gauche du reste de l'armée, ce qui oblige à remettre la bataille au lendemain.

## La bataille de Rocroi

### Forces en présence
Armée des Flandres (Espagne)
- 5 tercios viejos espagnols
- 3 tercios italiens
- 5 régiments wallons
- 5 régiments allemands
- 2 régiments flamands

Armée de Picardie (France)
- 12 régiments français
- 2 régiments suisses
- 1 régiment écossais

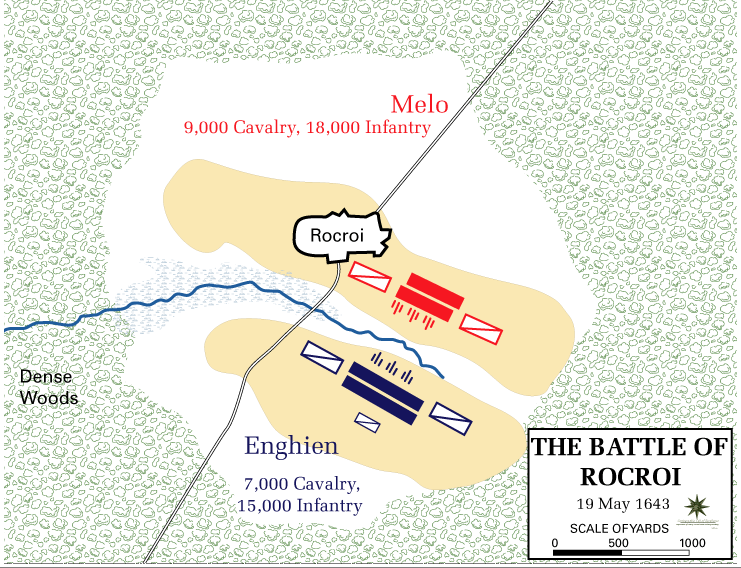
Le plan de la bataille.

Les troupes françaises sont disposées de la façon suivante, de l’aile gauche vers l’aile droite : 
- première ligne : Régiment du Roi cavalerie (fusiliers), Guiche cavalerie, La Ferté, Bauvau, La Clavière, Régiment de Piémont, Régiment de Béarn, Bourdonné et Biscaras, Molendin, Persen, Régiment de La Marine, Régiment Colonel-Général, Suilly, Coeslin, Lenoncourt cavalerie, Mestre de Camp cavalerie, Royal, Gardes, Croates de Raab, Croates de Chack
- deuxième ligne : Régiment de Vintimille, Hendicourt, Marolle, Régiment de Notas, Régiment de Bussy-Rabutin, Régiment de Guiche, Langeron et Brezé, Roll, Écossais, Vatteuille, Vidame, Veruins et La Prée, Vamberc, Leschelle[8], Sillart, Menneuille, Roclore
- corps de réserve, commandé par Claude d'Eltouf de Pradines : Chac, Royaux, Gendarmes, Vatteuille, Harcourt, Hobeterre la Gesures, Hongrois cavalerie

### Déroulement (journée du 19 mai)

La bataille de Rocroi, eau-forte de François Collignon, d'après Stefano Della Bella. Bibliothèque nationale de France.

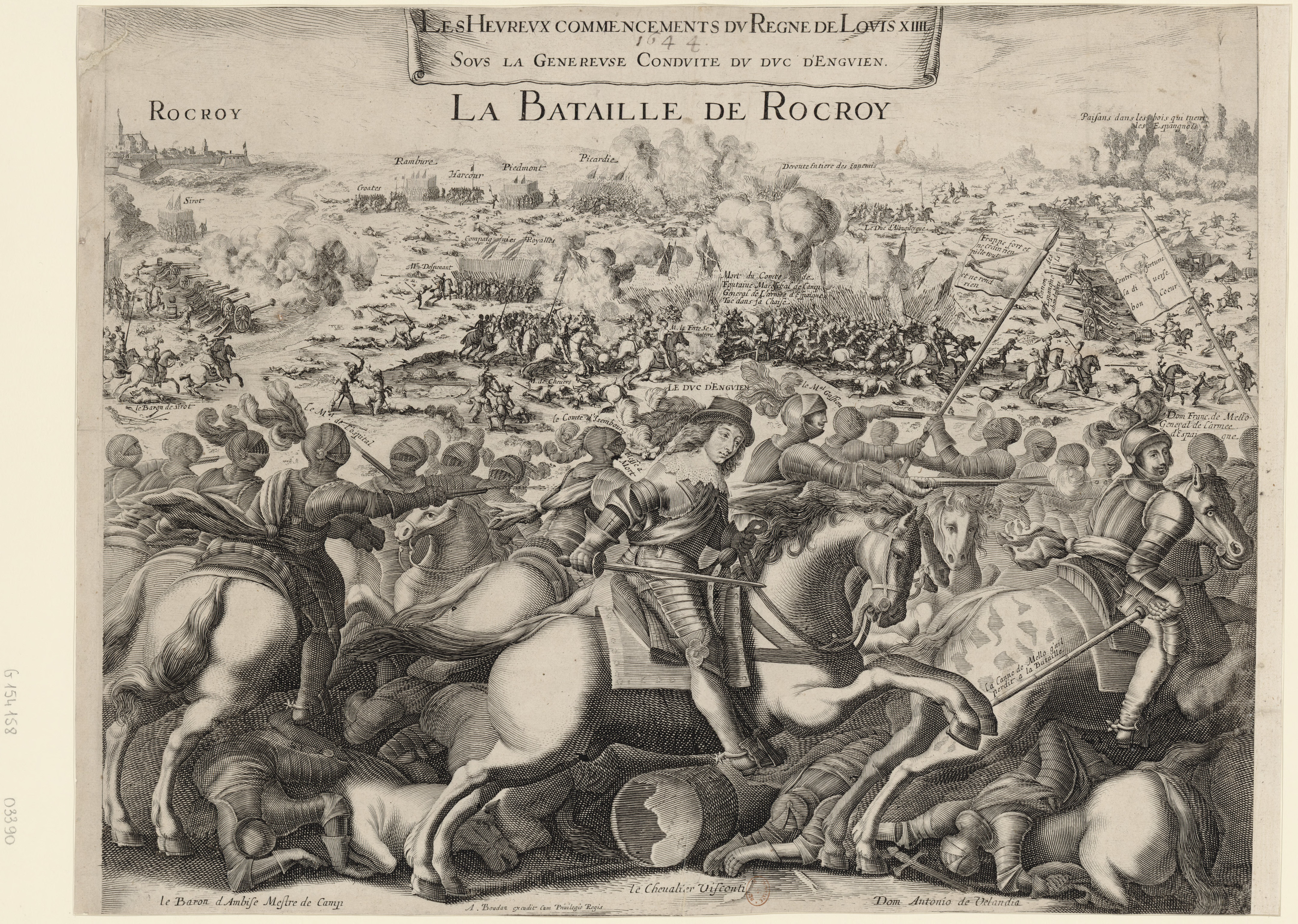
Les Heureux commencements du règne de Louis XIV, sous la généreuse conduite du duc d'Enguien, estampe.

#### Mise en place des troupes
La nuit, Enghien apprend que les Espagnols attendent un renfort de près de quatre mille hommes conduits par le général Jean de Beck. Dès l'aube du 19, les Français se mettent en mouvement. Enghien prend le commandement de l'aile droite avec Gassion. À l'aile gauche se place le maréchal de l'Hospital, au centre le gros de l'infanterie et l'artillerie sous les ordres du comte d'Espenan. En arrière se trouve la réserve commandée par le baron de Sirot.

#### Premiers engagements
L'aile gauche des Espagnols, face à Enghien, est commandée par le duc d'Albuquerque, Francisco Fernández de la Cueva secondé par ses deux lieutenants généraux : Pedro de Villamor, chevalier de Santiago et Pedro de Vivero, fils du comte de Saldana. Garnie de mille mousquetaires, elle est à l'abri d'un petit bois[pas clair]. Enghien culbute ces tirailleurs et va, en contournant le bois sur la gauche, attaquer de front Albuquerque que Gassion prend de flanc en contournant le bois par la droite. Albuquerque est culbuté au premier choc. Gassion poursuit Albuquerque tandis qu'Enghien fait demi-tour à gauche, et attaque l'infanterie ennemie, au centre.
Pendant ce temps, à l'autre extrémité du champ de bataille, Francisco de Melo enfonce les troupes du maréchal de L'Hospital. La cavalerie, commandée par La Ferté-Senneterre, effectue une charge, probablement au galop, ce qui est inhabituel à l’époque. Mal entraînée, prenant le galop trop loin, elle arrive disloquée et épuisée au contact des Allemands de Melo. Ceux-ci, expérimentés et disciplinés, n’ont aucun mal à la mettre en déroute. Blessé, La Ferté est fait prisonnier. Melo attaque alors l'infanterie d'Espenan, enlève une partie des canons et n'est arrêté que par Sirot et son corps de réserve. À ce moment, l'issue de la bataille est indécise et les chances semblent à peu près égales.

#### L' «illumination de génie» du duc d'Enghien
Enghien, parvenu au centre de la ligne ennemie, se rend compte de ce qui se passe. Mais au lieu de reculer pour porter secours au maréchal de l'Hospital, il décide de poursuivre son avance et de passer derrière les fantassins espagnols, et de charger la cavalerie de l'aile droite et la réserve ennemies, pendant que Gassion achève de disperser l'aile gauche espagnole. Cette « illumination de génie décide du sort de la journée ».

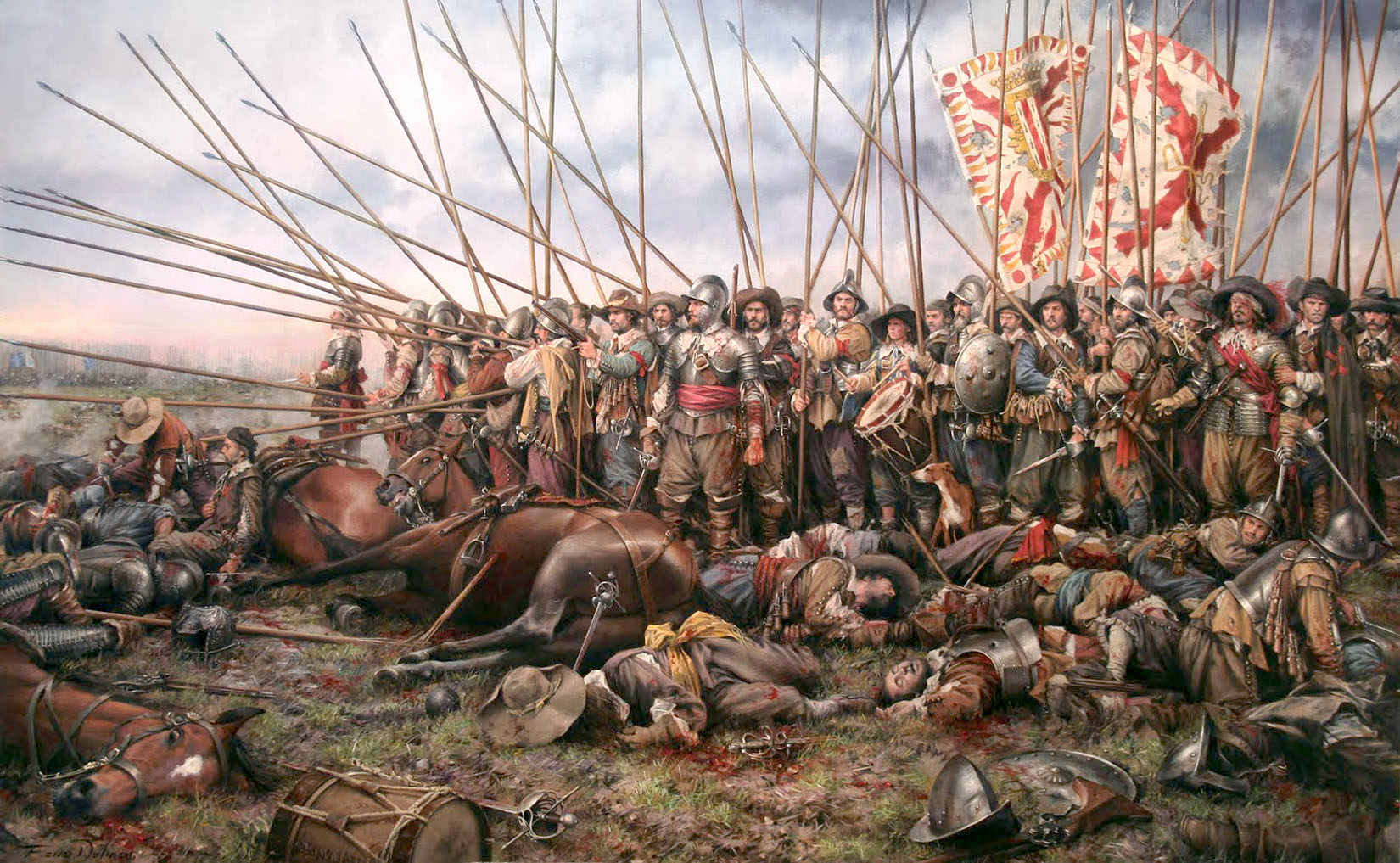
Rocroi, le dernier tercio, par Augusto Ferrer-Dalmau es (2011).

Une armée à l'approche de Rocroi. Manesson Mallet : Travaux de Mars ou l'Art de la Guerre, 1696.

La victoire est alors certaine, mais encore incomplète : au centre de cette plaine jonchée de morts et parcourue en tous sens par les fuyards, un gros bataillon espagnol reste immobile. 

#### La résistance du dernier carré (général Fontaine)
C'est le noyau dur de cette armée, 4500 soldats aguerris sous les ordres d'un général presque septuagénaire perclus de douleurs, mais d'une indomptable énergie, Paul-Bernard de Fontaine, Picard au service de l'Espagne, qui se fait porter en fauteuil à la tête de ses troupes. Les Espagnols le nomment Fuentes (« Fontaines »).
Le duc d'Enghien réunit alors ce qui lui reste de cavalerie. Au moment où il fond sur l'infanterie espagnole, le bataillon s'ouvre et dix-huit canons chargés à mitraille tirent sur les Français. Puis les fantassins espagnols font usage de leurs mousquets sur les cavaliers et les accueillent avec leurs piques. La cavalerie recule en désordre. Trois fois, le duc d'Enghien revient à la charge, mais ne réussit pas à disloquer les Espagnols.
La réserve de Sirot arrive alors avec l'artillerie française. De son côté, Gassion revient de la poursuite de Beck. Les Espagnols de Fontaine sont cernés et le comte de Fontaine est tué. Ayant perdu leur commandant et se voyant menacés d'une quatrième charge, les officiers espagnols demandent quartier. 
Enghien s'approche alors l'épée haute. Des soldats espagnols, croyant qu'il va de nouveau charger, font feu. Des cris de trahison éclatent autour du duc. La cavalerie de Gassion commandée par Simon Gibert de Lhène d'une part, et la réserve de Sirot d'autre part, se ruent alors sur les Espagnols qui sont finalement vaincus.

### Bilan des pertes
La majeure partie de la cavalerie espagnole réussit à quitter le champ de bataille. En revanche, l'infanterie est presque entièrement prise. 
Du côté espagnol, on compte au moins six mille morts et autant de prisonniers.

## Conséquences

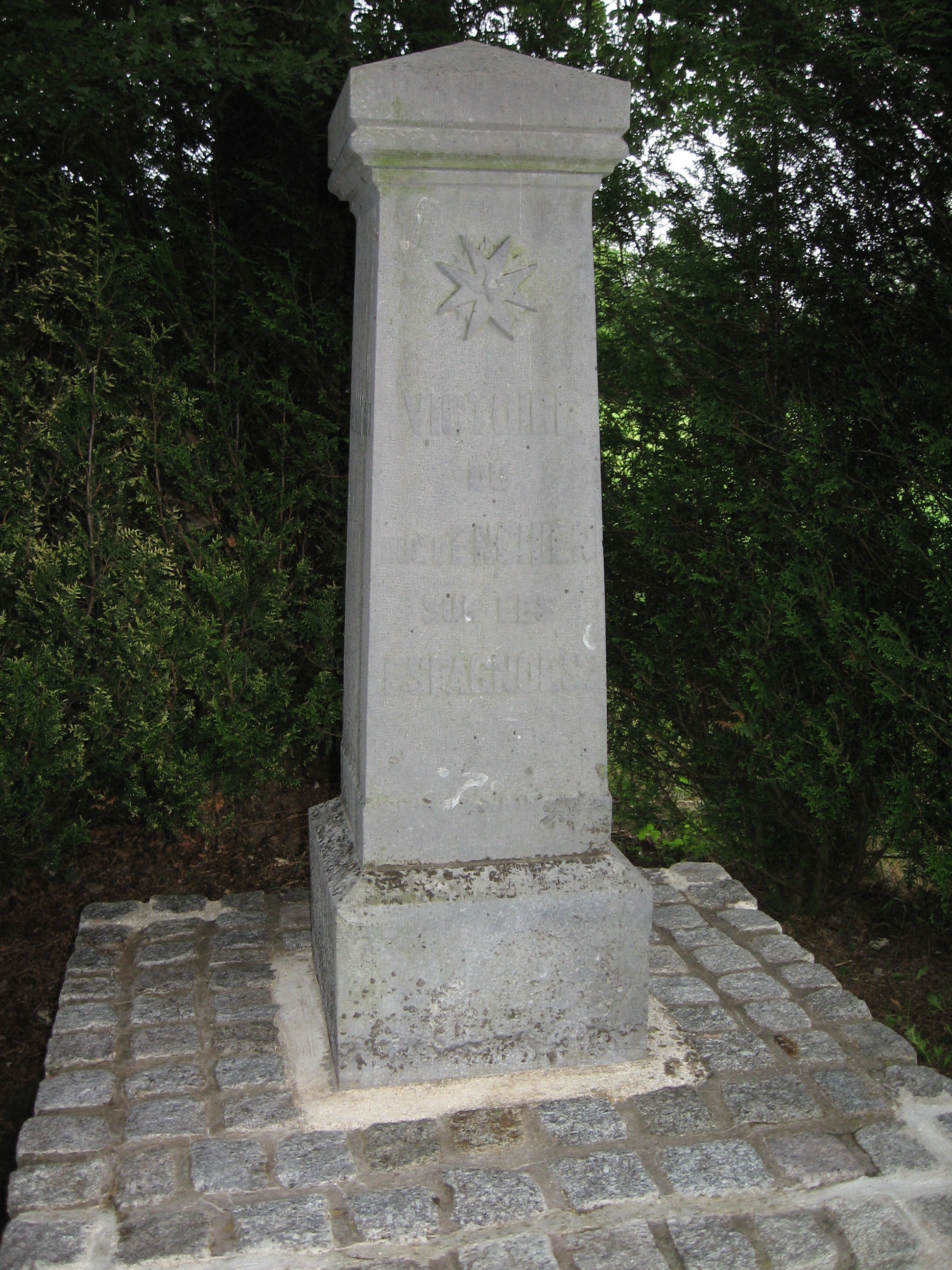
Stèle érigée sur l'ancien champ de bataille en 1922.

### Sur le plan militaire et géopolitique
Cette bataille a des effets géopolitiques notables. Le fantassin espagnol, qui régnait sur les champs de bataille européens, est supplanté par la cavalerie française. Cependant, le rôle primordial de cette cavalerie va être progressivement remis en cause par les progrès de l'armement. Un siècle plus tard, à la bataille de Fontenoy (1745), la puissance de feu est devenue déterminante.
À la suite de cette bataille, les Habsbourg d'Espagne (le roi Philippe IV) et d'Autriche (l'empereur Ferdinand III) perdent de leur puissance. 
La France au contraire renforce sa position dans le nord du royaume, au moment où commence une succession difficile avec la régence d'Anne d'Autriche, secondée par le cardinal Mazarin. Une défaite pour la France aurait eu des conséquences graves pour la régente Anne d'Autriche et pour le roi Louis XIV.

### Dans la guerre de Trente Ans
Le duc d'Enghien profite de cette victoire pour aller assiéger Thionville le mois suivant. Commencé le 16 juin, le siège s'achève par une nouvelle victoire le 8 août. 
La guerre va encore durer cinq ans, s'achevant par la défaite des Habsbourg (traités de Münster). Le roi d'Espagne reconnait notamment la république des Provinces-Unies.

### Localement
Depuis 1642, les troupes ravageaient la région de Rocroi, la plus grande partie des dégâts était due aux troupes espagnoles, mais la présence de troupes françaises et alliées qui vivaient et logeaient dans le pays laissèrent aussi des traces. Le village de Belzy, près de Blombay, et celui de Gehilly ne se relevèrent pas de cette guerre.

## La bataille de Rocroi dans la culture
- Bataille de Rocroi, 19 mai 1643, du peintre François-Joseph Heim (1834)
- La bataille de Rocroi constitue la conclusion du film espagnol Capitaine Alatriste (2006), d'Agustín Díaz Yanes. On y voit notamment le général Fontaine sur sa chaise à porteurs.